# Dzwonnik z Notre Dame (film 1956)
Dzwonnik z Notre Dame (fran. Notre-Dame de Paris) – dramat filmowy produkcji francusko-włoskiej zrealizowany w 1956 przez Jeana Delannoy na podstawie powieści Victora Hugo pt. Katedra Marii Panny w Paryżu (znanej także pod tytułem Dzwonnik z Notre-Dame). Główne role zagrali: Anthony Quinn, Gina Lollobrigida i Alain Cuny.
Jest to czwarta w historii adaptacja powieści Victora Hugo. Zakończenie tej wersji jest najbardziej zbliżone do tego przedstawionego w książce; choć w filmie Esmeralda ginie od zabłąkanej strzały, a nie zostaje powieszona jak w oryginale. Wygląd granego przez Quinna Quasimodo jest mniej przerażający niż w innych adaptacjach utworu. Zamiast dużego garbu i okropnie zdeformowanej twarzy, ma tylko niewielką krzywiznę kręgosłupa i lekko zdeformowaną twarz.

## Obsada
- Anthony Quinn – Quasimodo
- Gina Lollobrigida – Esmeralda
- Alain Cuny – Klaudiusz Frollo
- Jean Danet – kapitan Phoebus de Châteaupers
- Robert Hirsch – Pierre Gringore
- Danielle Dumont – Fleur-de-Lys de Gondelaurier, narzeczona Phoebusa
- Philippe Clay – Clopin Trouillefou
- Jacques Hilling – Charmolue
- Maurice Sarfati – Jehan Frollo, młodszy brat Klaudiusza
- Valentine Tessier – Aloyse de Gondelaurier, matka Fleur-de-Lys
- Marianne Oswald – La Falourdel
- Piéral – karzeł

## Fabuła
Paryż, rok 1482. Na placu przed katedrą Notre-Dame odbywa się tzw. Święto Głupców. Wśród występujących tam artystów jest piękna Cyganka Esmeralda wykonująca zmysłowy taniec przed tłumem zachwyconych widzów. Urzędujący w katedrze archidiakon Klaudiusz Frollo jest zafascynowany urodą dziewczyny. Oszalały z pożądania zleca swemu wiernemu słudze, dzwonnikowi Quasimodo jej porwanie. Jednak i on ulega urokowi Esmeraldy.